# Булпіт (Іллінойс)
Булпіт (англ. Bulpitt) — селище (англ. village) в США, в окрузі Крістіан штату Іллінойс. Населення — 212 особи (2020).

## Географія
Булпіт розташований за координатами 39°35′31″ пн. ш. 89°25′33″ зх. д. / 39.59194° пн. ш. 89.42583° зх. д. (39.591911, -89.425761).  За даними Бюро перепису населення США в 2010 році селище мало площу 0,18 км², уся площа — суходіл.

## Демографія
Згідно з переписом 2010 року, у селищі мешкали 222 особи в 89 домогосподарствах у складі 58 родин. Густота населення становила 1267 осіб/км².  Було 100 помешкань (571/км²).
Расовий склад населення:
| - 97,7 % — білих - 1,8 % — чорних або афроамериканців - 0,5 % — корінних американців |

До двох чи більше рас належало 0,0 %. Частка іспаномовних становила 0,5 % від усіх жителів.
За віковим діапазоном населення розподілялося таким чином: 25,7 % — особи молодші 18 років, 56,3 % — особи у віці 18—64 років, 18,0 % — особи у віці 65 років та старші. Медіана віку мешканця становила 36,0 року. На 100 осіб жіночої статі у селищі припадало 89,7 чоловіків;  на 100 жінок у віці від 18 років та старших — 89,7 чоловіків також старших 18 років.
Середній дохід на одне домашнє господарство  становив 44 149 доларів США (медіана — 37 321), а середній дохід на одну сім'ю — 36 865 доларів (медіана — 36 250). За межею бідності перебувало 31,3 % осіб, у тому числі 62,0 % дітей у віці до 18 років та 3,8 % осіб у віці 65 років та старших.
Цивільне працевлаштоване населення становило 98 осіб. Основні галузі зайнятості: освіта, охорона здоров'я та соціальна допомога — 19,4 %, мистецтво, розваги та відпочинок — 17,3 %, роздрібна торгівля — 14,3 %.